# Труська
Труська (рос. Бал. Грусская; б. Гнилая) — річка в Україні у Карлівському й Машівському районах Полтавської області. Ліва притока річки Сухого Тагамлика (басейн Дніпра).

## Опис
Довжина річки 17 км, похил річки 2,4 м/км, площа басейну водозбору 90,2 км, найкоротша відстань між витоком і гирлом —14,16  км, коефіцієнт звивистості річки — 1,2. Формується багатьма безіменними струмками та загатами. На деяких ділянках річка пересихає.

## Розташування
Бере початок на північно-західній околиці міста Карлівка. Тече переважно на південний захід понад селищем Солона Балка, через село Калинівку і на південно-західній околиці села Сахнівщини впадає в річку Сухий Тагамлик, ліву притоку Тагамлика.

## Цікаві факти
- У місті Карлівка річку перетинають автошляхи Р11 (автомобільний шлях регіонального значення на території України. Проходить територією Полтавської та Харківської областей через Полтаву — Красноград. Загальна довжина — 52,6 км.), Т 1712[4] (автомобільний шлях територіального значення у Полтавській області. Проходить територією Карлівського, Машівського та Полтавського районів через Карлівку — Машівку до перетину з E40. Загальна довжина — 38,1 км.).
- У XIX столітті на річці існувало багато колоній та вітряних млинів[1], а у XX столітті — багато газгольдерів та газових свердловин[2].